# Srbizam
Srbizam je riječ, izraz, fraza, jezična konstrukcija, element ili značajka srpskog jezika preuzeta u neki drugi jezik.

## U hrvatskome jeziku
Ovo su neki od srbizama koji se rabe u hrvatskome jeziku. 
- ašov – štihača, kopača
- beznadežan – beznadan
- buvljak – sajmište
- da li – je li
- Dobro veče! – Dobra večer!
- gvožđe – željezo
- pacov – štakor
- pantljika – vrpca, traka
- spisak – popis
- sprat – kat, etaža
- stepen – stupanj
- takmičenje – natjecanje
- učesnik – sudionik
- voz – vlak